# Лобжа (Тульская область)
Лобжа — деревня в Дубенском районе Тульской области России.
В рамках административно-территориального устройства входит в Надеждинский сельский округ Дубенского района, в рамках организации местного самоуправления включается в Протасовское сельское поселение.

## География
Расположена на реке Волхонка (притоке Упы), в 13 км к северо-западу от районного центра, посёлка городского типа Дубна, и в 51 км к западу от областного центра. 

## Население
| 2002 | 2010 |
| ---- | ---- |
| 248  | →248 |